# Titanogomphodon
Titanogomphodon is een geslacht van uitgestorven cynodonten uit de Omingondeformatie uit het Midden-Trias (Anisien) van Namibië, dat behoorde tot de familie Diademodontidae. Het is bekend van één gedeeltelijke schedel die in 1973 werd beschreven uit de Omingondeformatie. Het type en de enige soort is Titanogomphodon crassus. Met ongeveer 40 centimeter is de schedel van Titanogomphodon beduidend groter dan die van zijn naaste verwant Diademodon (er zijn honderden schedels van Diademodon bekend en geen daarvan is langer dan 29 centimeter). Zijn tanden lijken op die van een andere groep cynodonten, de Traversodontidae, maar de overeenkomsten zijn waarschijnlijk het resultaat van convergente evolutie. Naast zijn grotere formaat, verschilt Titanogomphodon van Diademodon door een benig uitsteeksel op de postorbitale balk achter de oogkas.

## Fossiele vondsten
Een afzonderlijke bovenkaak van een diademodontide beschreven uit de Fremouwformatie van Antarctica in 1995 werd op basis van zijn grote omvang beschouwd als mogelijk behorend tot Titanogomphodon. Omdat het enige bekende fossiel van Titanogomphodon echter een onderkaak is, kunnen de twee exemplaren niet met zekerheid aan hetzelfde taxon worden toegewezen. In 2021 werd het exemplaar toegewezen aan een nieuwe soort trirachodontide, Impidens hancoxi, die zelfs nog groter was dan Titanogomphodon.

## Kenmerken
Titanogomphodon was groter dan de verwante Diademodon met een schedel van 40 cm lang. Het was waarschijnlijk een herbivoor. 

### Voeding
Net als Diademodon was Titanogomphodon waarschijnlijk herbivoor. Titanogomphodon maakt deel uit van een zeer divers fossielencomplex in de Omingondeformatie, dat verschillende andere cynodonte soorten omvat, waaronder Diademodon, Cynognathus en Trirachodon, maar ook andere therapsiden als Dolichuranus en Herpetogale. De Omingondeformatie maakt deel uit van een grotere continentale fauna die zich tijdens het Midden-Trias over een groot deel van Gondwana verspreidde.